# Leonor Oyarzún Ivanovic
Leonor Oyarzún Ivanovic je supruga bivšeg čileanskog predsjednika Patricia Aylwina.
Bila je prva "prva dama" demokratskog Čilea, nakon što je s vlasti otišao Augusto Pinochet, u razdoblju od 1990. – 1994. godine.
Njena unuka je čilska filmska, televizijska i kazališna glumica María Paz Bascuñán Aylwin.